# Хиџаб
Термин хиџаб (арап. حجاب) се односи на вео или мараму коју носе неке жене исламске вероисповести, и на конзервативно облачење жена у исламу уопште. Постоје различити ставови о хиџабу. Док се у земљама, као што су Иран и Саудијска Арабија, захтева да га муслиманке носе у јавности, у школама у Француској и Турској је забрањен.
За неке вернике Курана, хадиса и других класичних арапских текстова, израз khimār (арап. خِمار) коришћен је за означавање мараме, а ḥijāb за означавање преграде, завесе или се углавном користио за исламска правила скромност и одевања за жене. Дословце, ова арапска реч се преводи као завеса или покривање. Шеријат дефинише овај начин облачења као покривање целокупног тела, изузев лица и шака.. Школе ислама дају хиџабу ширу симболику и значење представљајући га као симбол скромности, приватности и морала.
У свом традиционалистичком облику, жене носе хиџаб како би одржале скромност и приватност од мушкараца који нису у сродству. Према Енциклопедији ислама и муслиманског света, скромност се тиче мушког и женског „погледа, хода, одеће и гениталија“. Куран упућује муслиманке и муслимане да се скромно облаче. Неки исламски правни системи дефинишу ову врсту скромне одеће тако да покрива све осим лица и руку до зглобова. Ове смернице се налазе у текстовима хадиса и фикха који су настали након објављивања Курана, али су, према некима, изведени из ајета који се односе на хиџаб у Курану. Неки верују да сам Куран не прописује да жене носе хиџаб.
У стиховима Курана израз хиџаб се односи на завесу која одваја посетиоце главне Мухамедове куће од резиденција његових жена. Ово тумачење навело је неке да тврде да се мандат Курана да се носи хиџаб заправо односи само на Мухамедове жене, а не и на све жене.
Ношење хиџаба у јавности није обавезно по закону у Саудијској Арабији. То захтева закон у Ирану и индонежанској провинцији Аћех. Друге земље, како у Европи, тако и у муслиманском свету, донеле су законе који забрањују неке или све врсте хиџаба у јавности или на одређеним местима. Жене у различитим деловима света такође су доживеле незванични притисак да носе или не носе хиџаб.

## У исламским списима

### Куран
Куран упућује муслимане и муслиманке да се облаче на скроман начин, али постоји неслагање око тога како ова упутства треба тумачити. У стиховима који се односе на одећу користи се изрази khimār (покров за главу) и џилбаб (хаљина или огртач), а не хиџаб. Од више од 6.000 стихова у Курану, око пола туцета односи се специфично на начин на који се жена треба облачити или кретати у јавности.
Најјаснији стих о захтеву за скромном одећом је Сура 24:31, у којој се женама налаже да чувају своје приватне делове и навлаче кимар преко груди.
И реците верничким женама да треба да спусте поглед и чувају своје приватне делове; да не треба да показују своју лепоту и украсе осим онога што (обично) мора бити изложено; да свој кимар превуку преко својих груди и да не показују своју лепоту осим према свом мужу, својим очевима, очевима свог мужа, својим синовима, синовима својих мужева, њиховој браћи или синовима њихове браће, или синовима њихових сестара, или њиховим женама или робовима које њихови надзорници поседују, или мушким слугама слободним од физичких потреба, или малој деци која немају осећај срама због пола; и да не би требало да ударају ногама како би скренули пажњу на своје скривене украсе.— Куран 24:31
У Сури 33:59 Мухамеду је наређено да тражи од својих чланица породице и других муслиманки да носе спољашњу одећу када излазе напоље, како не би биле узнемираване:
О Посланиче! Наредите својим женама, вашим кћерима и женама истинских верника да своју спољашњу одећу превуку преко себе (када су напољу): То је најзгодније, да се разликују и да не буду узнемираване.— Куран 33:59
Исламски коментатори се углавном слажу да се овај стих односи на сексуално узнемиравање жена из Медине. Такође се види да се односи на слободну жену, за коју Табари наводи Ибн Абас. Ибн Катир наводи да џилбаб разликује слободне муслиманке од оних у џахилији, тако да други мушкарци знају да су слободне жене, а не робиње или курве, што указује да се покривање не односи на немуслимане. Он наводи Суфјана ал-Таврија како коментарише да, иако се то може сматрати допуштеним да се гледа на немуслиманске жене које се украшавају, то није дозвољено како би се избегла пожуда. Ал-Куртуби се слаже са Табаријем у вези са овим ајетом за оне који су слободни. Он наводи да је тачан став да џилбаб покрива цело тело. Он такође цитира Асхабија како каже да није дужа од рајде (шал или омот који покрива горњи део тела). Он такође извештава о мањинском гледишту које сматра да је никаб или покривање главе џилбаб. Ибн Араби је сматрао да би прекомерно покривање онемогућило препознавање жене, што се у ајету спомиње, иако се и Куртуби и Табари слажу да ријеч препознавање говори о разликовању слободних жена.
Неки учењаци попут Ибн Хајана, Ибн Хазма и Мухамеда Насирудина ал-Албанија довели су у питање уобичајено ајахово објашњење. Хајан је веровао да се „верничке жене“, односи на слободне жене и ропкиње, јер су потоње подложније привлачењу пожуде и њихово искључење није јасно назначено. Хазм је исто тако веровао да је обухваћено муслиманско робље, јер би се иначе кршио закон да се злостављају робиње и не блуди са слободним женама. Он је изјавио да све што се не приписује Мухамеду не треба занемарити.